# Селянская партия Украины
Селянская партия Украины (укр. Селянська партія України, собственно Крестьянская партия Украины) — политическая партия Украины.
Основана в 1992 году в Херсоне; первым руководителем (до 2004 г.) стал Сергей Довгань. В составе её парламентской фракции (которая выступала в качестве сельскохозяйственного лобби) было много председателей колхозов. Наибольше влияние имела в Центральной Украине. На парламентских выборах 1994 года депутатские мандаты получили 21 член селянской партии. В состав одноимённой парламентской фракции в декабре 1994 года входило 36 депутатов, в мае 1995 года — 47 депутатов.
На парламентских выборах 1998 года баллотировалась с Социалистической партией Украины, благодаря чему получила в Верховной раде 14 депутатских мандатов. На парламентских выборах 2002 года предполагала блокироваться с различным малыми коммунистическими партиями (предполагаемое название блока — Коммунистические партии рабочих и селян), однако в итоге пошла на выборы самостоятельно и заняла 19-е место (0,37 % голосов). Повторила этот результат на парламентских выборах 2006 года (19-е место с 0,31 % голосов).
После отставки Сергея Довганя в 2004 году партией руководила Татьяна Засуха, руководитель крупного животноводческого комплекса; между ней и группой Довганя велась внутрипартийная борьба, закончившаяся тем, что в ноябре 2005 года Засуха объявила о своём переходе в Партию регионов. Затем партию возглавлял владелец овощеводческого бизнеса Александр Яворский, в 2007—2008 гг. — бывший заместитель министра внутренних дел Лидия Поречкина. В выборах 2007 года партия не смогла принять участие в связи с неурегулированностью вопроса о легитимности съезда, осуществившего изменения в руководстве партии. В 2008 году партию возглавил Холоднюк Зеновий Васильевич. Затем в 2011—2013 гг. партией вновь руководил её основатель Сергей Довгань.
В июле 2013 года на внеочередном съезде Довгань передал полномочия Петру Подоляну, заявившему в этой связи, что «нужны кардинальные изменения в политике подходов к общественным запросам». В украинской прессе высказывались сомнения в том, что это поможет партии, отметившейся только чередой внутренних скандалов, вернуться на политическую сцену из небытия.